# シェーファー・アンドラーシュ
シェーファー・アンドラーシュ（Schäfer András 、1999年4月13日 - ）は、ハンガリー・ソンバトヘイ出身の同国代表のサッカー選手。ウニオン・ベルリン所属。ポジションはMF。

## クラブ経歴
地元クラブでのプレーを経て、2014年にMTKブダペストFCのユースチームに加入。2017年4月1日のジルモートFCジェール戦でトップチームデビューを果たした。2017年9月10日のニーレジハーザ・シュパルタツシュFC戦でプロ初ゴールを決めた。
2019年1月30日、ジェノアCFCに完全移籍。シーズン終了まで主にプリマヴェーラでプレーした。8月21日、ACキエーヴォ・ヴェローナに期限付き移籍したが、試合に起用されることはなかった。
2020年1月17日、スロバキアのFC DAC 1904ドゥナイスカー・ストレダにシーズン終了までのレンタルで加入。9月9日、FC DAC 1904ドゥナイスカー・ストレダに完全移籍した。
2022年1月20日、1.FCウニオン・ベルリンに完全移籍。

## 代表歴
2020年9月3日、UEFAネーションズリーグのトルコ代表戦でハンガリー代表デビュー。
2021年6月1日、UEFA EURO 2020参加メンバーに選出された。6月4日、EURO直前に開催されたキプロス代表との親善試合で代表初ゴールを決めた。EURO本大会では、グループステージ3戦目のドイツ代表戦で1ゴール決めたが、チームはグループステージ敗退に終わった。
UEFA EURO 2024に選出

### 代表戦での得点
| No. | 開催日        | 会場                             | 対戦国   | 得点 | 結果 | 試合概要       |
| --- | ------------- | -------------------------------- | -------- | ---- | ---- | -------------- |
| 1   | 2021年6月4日  | スサ・フェレンツ・シュタディオン | キプロス | 1–0  | 1–0  | 親善試合       |
| 2   | 2021年6月23日 | アリアンツ・アレーナ             | ドイツ   | 2–1  | 2–2  | UEFA EURO 2020 |